# 时光音乐会 (第一季)
《时光音乐会》第一季，是中国大陆湖南卫视推出的户外音乐综艺节目。节目邀请谭咏麟、林志炫、凤凰传奇（曾毅、杨魏玲花）、许茹芸、张杰、郁可唯担任“时光音乐人”，并邀请李克勤、廖昌永、汪苏泷、任贤齐等担任时光好友，节目音乐总监则由荒井十一担任。节目于湖南张家界拍摄。
第二期至第十期节目中，每期以其中一名时光音乐人或时光好友作为“庄主”，时光音乐人以及时光好友将演绎“庄主”所创作或演唱的歌曲。其它集数中，第一期为时光音乐人演唱自己的代表作，第十一期为“时光金嗓风云会”，由时光音乐人与时光好友一同翻唱时光好友原唱的歌曲，第十二期为回顾华语四十年金曲，第十三期为“时空对唱夜”主题，第十四期为“欢唱拜年歌”主题，均不设“庄主”。
与湖南卫视此前其它音乐节目不同的是，本节目音乐版权不再采取独家授权模式，可在腾讯音乐旗下各APP（QQ音乐、酷狗音乐及酷我音乐）及网易云音乐收听，但部分歌曲可能在音乐软件上因版权问题无法收听及下载。

## 参演人员

### 时光音乐人（常驻嘉宾）
| 歌手     | 代表歌曲                         |
| -------- | -------------------------------- |
| 林志炫   | 《单身情歌》、《蒙娜丽莎的眼泪》 |
| 许茹芸   | 《如果云知道》、《独角戏》       |
| 谭咏麟   | 《朋友》、《爱在深秋》           |
| 张杰     | 《天下》、《这，就是爱》         |
| 凤凰传奇 | 《荷塘月色》、《最炫民族风》     |
| 郁可唯   | 《时间煮雨》、《知否知否》       |

### 时光好友（飞行嘉宾）
| 参加集数     | 歌手           | 代表歌曲                                                                                 |
| ------------ | -------------- | ---------------------------------------------------------------------------------------- |
| 第1-2集      | 李克勤         | 《红日》、《月半小夜曲》                                                                 |
| 第1-2集      | 廖昌永         | 《清晰的记忆》                                                                           |
| 第3-4集      | 汪苏泷         | 《不分手的恋爱》、《一笑倾城》                                                           |
| 第3-4集      | 任贤齐         | 《心太軟》、《對面的女孩看過來》、《傷心太平洋》、《我是一隻魚》                         |
| 第5-6集      | 小柯           | 《北京欢迎你》、《归去来》                                                               |
| 第5-6集      | 徐均朔         | 《鼎邊》                                                                                 |
| 第5集        | 陳明           | 《等你爱我》                                                                             |
| 第6、14集    | 何炅           | 《栀子花开》、《思念的距离》                                                             |
| 第7、8集     | 孟庭苇         | 《谁的眼泪在飞》、《風中有朵雨做的雲》、《羞答答的玫瑰静悄悄地开》、《冬季到台北来看雨》 |
| 第7、8、14集 | 蔡国庆         | 《三百六十五个祝福》                                                                     |
| 第7集        | 韩雪           | 《飘雪》                                                                                 |
| 第8集        | 腾格尔         | 《天堂》、《蒙古人》                                                                     |
| 第9-10集     | 胡夏           | 《那些年》、《知否知否》                                                                 |
| 第9集        | 黄绮珊         | 《只有你》                                                                               |
| 第10集       | 柳爽           | 《漠河舞厅》                                                                             |
| 第11-12集    | 戴佩妮         | 《你要的爱》、《怎样》、《野蔷薇》、《街角的祝福》                                       |
| 第11-12集    | 戴军           | 《阿莲》                                                                                 |
| 第11集       | 周蕙           | 《约定》、《好想好好爱你》                                                               |
| 第11集       | 周传雄         | 《黄昏》、《青花》、《寂寞沙洲冷》、《男人海洋》                                         |
| 第11集       | 罗中旭         | 《星光灿烂》                                                                             |
| 第11集       | 李泉           | 《走钢索的人》、《天才与尘埃》、《Sunny》                                                |
| 第11集       | F.I.R.飞儿乐团 | 《Lydia》、《我们的爱》、《月牙湾》、《你的微笑》                                        |
| 第12集       | 白举纲         | 《阿尔茨海默的爱》                                                                       |
| 第13集       | 钟镇涛         | 《漫漫人生路》                                                                           |
| 第14集       | 张信哲         | 《爱就一个字》、《爱如潮水》、《过火》                                                   |
| 第14集       | 韩红           | 《小屁孩》                                                                               |

## 每集內容

### 第一期
第一期節目於2021年10月22日播出。

### 第二期
第二期節目於2021年10月29日播出，由譚詠麟担任莊主，时光音乐人和李克勤分别演唱譚詠麟的歌曲。

### 第三期
第三期節目於2021年11月5日播出，由鳳凰傳奇担任莊主，時光音樂人和時光好友分別演唱鳳凰傳奇的歌曲。

### 第四期
第四期節目於2021年11月12日播出，由任賢齊担任莊主，時光音樂人和時光好友分別演唱任賢齊的歌曲。

### 第五期
第五期節目於2021年11月19日播出，由小柯担任莊主，時光音樂人和時光好友分別演唱小柯的歌曲。

### 第六期
第六期節目於2021年11月26日播出，由張杰担任莊主，時光音樂人和時光好友分別演唱張杰的歌曲。

### 第七期
第七期節目於2021年12月3日播出，由孟庭葦担任莊主，時光音樂人和時光好友分別演唱孟庭葦的歌曲。

### 第八期
第八期節目於2021年12月10日播出，由許茹芸担任莊主，時光音樂人和時光好友分別演唱許茹芸的歌曲。

### 第九期
第九期節目於2021年12月17日播出，由林志炫担任莊主，時光音樂人和時光好友分別演唱林志炫的歌曲。

### 第十期
第十期節目於2021年12月24日播出，由郁可唯担任莊主，時光音樂人和時光好友分別演唱郁可唯的歌曲。

### 第十一期
第十一期節目「時光金嗓風雲會」於2022年1月7日播出，由時光音樂人與時光好友一同合唱時光好友原唱的歌曲。

### 第十二期
第十二期節目於2022年1月14日播出，為回顧四十年華語金曲。

### 第十三期
第十三期節目於2022年1月21日播出，為「時空對唱夜」主題。

### 第十四期
第十四期節目（收官場）於2022年1月28日播出，為「歡唱拜年歌」主題。

## 外部連結
- 湖南卫视时光音乐会的新浪微博

| 中国大陆 湖南卫视 每週五 20:10－22:00        | 中国大陆 湖南卫视 每週五 20:10－22:00                                                                  | 中国大陆 湖南卫视 每週五 20:10－22:00                 |
| -------------------------------------------- | --- | ----------------------------------------------------- |
|                                              | 时光音乐会（第一季） （2021年10月22日－2022年1月28日）                                                 |                                                       |
| 夏日少年派 （2021年7月23日－2021年10月15日） | 新春开放麦（20:40－22:00） （2022年2月11日－2022年2月18日）春天花会开 （2022年3月11日－2022年6月10日） |                                                       |
| 时光音乐会系列节目变迁                       | |                                                       |
| —                                            | 时光音乐会（第一季） （2021年10月22日－2022年1月28日）                                                 | 时光音乐会（第二季） （2022年12月9日－2023年2月24日） |

| 新加坡 新傳媒U頻道 星期六 19:00－21:00 · （2023年1月21日因播映新春特备，暂停一期） | 新加坡 新傳媒U頻道 星期六 19:00－21:00 · （2023年1月21日因播映新春特备，暂停一期） | 新加坡 新傳媒U頻道 星期六 19:00－21:00 · （2023年1月21日因播映新春特备，暂停一期） |
| ---------------------------------------------------------------------------------- | ---------------------------------------------------------------------------------- | ---------------------------------------------------------------------------------- |
|                                                                                    | 时光音乐会（第一季） （2023年1月14日－2023年4月15日）                              |                                                                                    |
| 来吧！营业中 （2022年8月27日－2023年1月7日）                                       | 闪光的乐队 （2023年4月22日－2023年7月1日）                                         |                                                                                    |